# Könnes kämpft
Könnes kämpft war eine Reportage des WDR, die sich mit Verbraucherthemen auseinandergesetzt hat und versuchte, Verbrauchern bei Problemen und Konflikten mit Unternehmen und Behörden zu helfen. Verschiedene Episoden wurden durch weitere öffentlich rechtliche Rundfunkanstalten als Wiederholungen ausgestrahlt.

## Handlung
Könnes kämpft wurde vom Journalisten Dieter Könnes moderiert und bestand aus verschiedenen Beiträgen, in denen zum Beispiel über Abzocke, Tricksereien oder mangelhafte Produkte berichtet wurde. In der Sendung kamen Experten und Betroffene zu Wort, um Tipps und Ratschläge zu den jeweils behandelten Themen zu geben.
In der zweiten Hälfte der Sendung ging es meist um einen konkreten Fall, zu dem versucht wurde, einem Verbraucher konkret zu helfen. Hierbei konnte es sich zum Beispiel um eine Reklamation bei einem Unternehmen handeln, die nicht erfolgreich war, oder um ein Problem mit einer Behörde. Könnes versuchte dann, gemeinsam mit dem Verbraucher eine Lösung zu finden und setzte sich auch gerne direkt mit dem Unternehmen oder der Behörde in Verbindung, um das Problem zu klären. Oft gelangt es ihm, eine Einigung zu erzielen und dem Verbraucher zu seinem Recht zu verhelfen.

## Episoden
Auflistung der produzierten Episoden

### Staffel 1
| Nr. (ges.) | Nr. (St.) | Originaltitel                                                                            | Erstausstrahlung |
| ---------- | --------- | ---------------------------------------------------------------------------------------- | ---------------- |
| 1          | 1         | Billigflieger – Preiskampf auf Kosten der Sicherheit?                                    | 19. Nov. 2012    |
| 2          | 2         | Mieter in Not – wenn Wohnungen zu Renditeobjekten werden                                 | 26. Nov. 2012    |
| 3          | 3         | Rendite auf Kosten von Patienten? Wie die Pharmabranche in Deutschland ihr Geld verdient | 3. Dez. 2012     |
| 4          | 4         | Der Altkleider-Irrtum – Wie Kleiderspenden zur Ware werden                               | 10. Dez. 2012    |

Alle Folgen dieser Staffel haben eine Länge von 45 Minuten.

### Staffel 2
| Nr. (ges.) | Nr. (St.) | Originaltitel                                                         | Erstausstrahlung |
| ---------- | --------- | --------------------------------------------------------------------- | ---------------- |
| 5          | 1         | Wie uns die Lebensmittel-Industrie ungesundes Essen schmackhaft macht | 10. Juni 2013    |
| 6          | 2         | Reklame im Briefkasten – Sinn und Unsinn von Werbepost                | 17. Juni 2013    |
| 7          | 3         | Mieter in Not – die Fortsetzung                                       | 24. Juni 2013    |
| 8          | 4         | Der große Müll-Schwindel – Profite auf Kosten der Bürger              | 1. Juli 2013     |

Alle Folgen dieser Staffel haben eine Länge von 45 Minuten.

### Staffel 3
| Nr. (ges.) | Nr. (St.) | Originaltitel                           | Erstausstrahlung |
| ---------- | --------- | --------------------------------------- | ---------------- |
| 9          | 1         | Wenn Mieten unbezahlbar werden          | 18. Nov. 2013    |
| 10         | 2         | Das Geschäft mit den Bestattungen       | 25. Nov. 2013    |
| 11         | 3         | Wärmedämmung: Die große Energiesparlüge | 2. Dez. 2013     |

Alle Folgen dieser Staffel haben eine Länge von 45 Minuten.

### Staffel 4
| Nr. (ges.) | Nr. (St.) | Originaltitel                                       | Erstausstrahlung |
| ---------- | --------- | --------------------------------------------------- | ---------------- |
| 12         | 1         | Wenn Versicherungen nicht Zahlen                    | 12. Mai 2014     |
| 13         | 2         | Schulchaos in NRW – Ohne Nachhilfe geht gar nichts! | 26. Mai 2014     |
| 14         | 3         | Radarfallen – der Blitzer-Bluff                     | 2. Juli 2014     |

Alle Folgen dieser Staffel haben eine Länge von 45 Minuten.

### Staffel 5
| Nr. (ges.) | Nr. (St.) | Originaltitel                                                        | Erstausstrahlung |
| ---------- | --------- | -------------------------------------------------------------------- | ---------------- |
| 15         | 1         | Wem Fassadendämmung wirklich nutzt                                   | 17. Nov. 2014    |
| 16         | 2         | Einbrecherparadies NRW?                                              | 24. Nov. 2014    |
| 17         | 3         | Krankenhauskeime – die tödliche Gefahr                               | 1. Dez. 2014     |
| 18         | 4         | Phänomen Primark – die Tricks und Methoden des neuen Billiganbieters | 8. Dez. 2014     |
| 19         | 5         | Welpenhandel – Das schmutzige Geschäft mit dem Leid der Tiere        | 15. Dez. 2014    |

Alle Folgen dieser Staffel haben eine Länge von 45 Minuten.

### Staffel 6
| Nr. (ges.) | Nr. (St.) | Originaltitel                                                                  | Erstausstrahlung |
| ---------- | --------- | ------------------------------------------------------------------------------ | ---------------- |
| 20         | 1         | Der LKW-Infarkt – Warum wir im Stau stehen und dafür auch noch bezahlen müssen | 6. Juli 2015     |
| 21         | 2         | Die Gülle-Flut – Gefahr für unser Trinkwasser?                                 | 13. Juli 2015    |
| 22         | 3         | Tödlicher Mangel – Der Kampf um Organe                                         | 20. Juli 2015    |

Alle Folgen dieser Staffel haben eine Länge von 45 Minuten.

### Staffel 7
| Nr. (ges.) | Nr. (St.) | Originaltitel                                                   | Erstausstrahlung |
| ---------- | --------- | --------------------------------------------------------------- | ---------------- |
| 23         | 1         | Ausgeliefert? Die Macht der Betreuer                            | 16. Nov. 2015    |
| 24         | 2         | Das Prinzip Schufa – die undurchsichtige Welt der Auskunfteien  | 23. Nov. 2015    |
| 25         | 3         | Produzieren für den Müll – warum wir so vieles wegwerfen müssen | 30. Nov. 2015    |
| 26         | 4         | Die Milchpreislüge – Was uns billige Milch wirklich kostet      | 7. Dez. 2015     |

Alle Folgen dieser Staffel haben eine Länge von 45 Minuten.

### Staffel 8
| Nr. (ges.) | Nr. (St.) | Originaltitel                                                                 | Erstausstrahlung |
| ---------- | --------- | ----------------------------------------------------------------------------- | ---------------- |
| 27         | 1         | Die Plastiktüte – Segen oder Fluch?                                           | 25. Mai 2016     |
| 28         | 2         | Fair und nachhaltig? Was Verbraucher-Siegel wirklich taugen                   | 1. Juni 2016     |
| 29         | 3         | PCB – Das Gift in der Nachbarschaft                                           | 8. Juni 2016     |
| 30         | 4         | Bargeldlos – Eine Zukunft ohne Scheine?                                       | 9. Nov. 2016     |
| 31         | 5         | Das Geschäft mit den Diäten                                                   | 16. Nov. 2016    |
| 32         | 6         | Bohren, bis das Geld stimmt – Wie Zahnärzte und Kassen den Patienten plündern | 23. Nov. 2016    |
| 33         | 7         | Massenware Tierhaut – Woher kommt unser Leder?                                | 7. Dez. 2016     |

Alle Folgen dieser Staffel haben eine Länge von 45 Minuten.

### Staffel 9
| Nr. (ges.) | Nr. (St.) | Originaltitel             | Erstausstrahlung |
| ---------- | --------- | ------------------------- | ---------------- |
| 34         | 1         | … gegen Online-Abzocke    | 22. Nov. 2017    |
| 35         | 2         | … gegen Paketdienst-Ärger | 29. Nov. 2017    |

Alle Folgen dieser Staffel haben eine Länge von 45 Minuten.

### Staffel 10
| Nr. (ges.) | Nr. (St.) | Originaltitel                                                      | Erstausstrahlung |
| ---------- | --------- | ------------------------------------------------------------------ | ---------------- |
| 36         | 1         | Rohrhaie und Schlüsseldienstganoven – das Geschäft mit dem Notfall | 6. Juni 2018     |
| 37         | 2         | Love-Scam – das Geschäft mit einsamen Herzen                       | 13. Juni 2018    |

Alle Folgen dieser Staffel haben eine Länge von 45 Minuten.

### Staffel 11
| Nr. (ges.) | Nr. (St.) | Originaltitel                                                                       | Erstausstrahlung |
| ---------- | --------- | ----------------------------------------------------------------------------------- | ---------------- |
| 38         | 1         | Miese Maschen im Speditionsgeschäft – draufgezahlt und ausgebeutet                  | 17. Okt. 2018    |
| 39         | 2         | Täuschen, betrügen, bedrohen – wenn der Gebrauchtwagen zum Albtraum wird            | 24. Okt. 2018    |
| 40         | 3         | Wenn Geld Herz frisst – von Spendenbetrug, Versicherungsärger und Haustürgeschäften | 31. Okt. 2018    |
| 41         | 4         | Stress, Ausbeutung und keine Skrupel – hinter den Kulissen der Paketdienste         | 7. Nov. 2018     |
| 42         | 5         | Jahresrückblick – Die bewegendsten Fälle unserer Zuschauer                          | 19. Dez. 2018    |

Alle Folgen dieser Staffel haben eine Länge von 45 Minuten.

### Staffel 12
| Nr. (ges.) | Nr. (St.) | Originaltitel                                          | Erstausstrahlung |
| ---------- | --------- | ------------------------------------------------------ | ---------------- |
| 43         | 1         | Mietpreis-Wahnsinn: Wird Wohnen zum Luxus?             | 4. Dez. 2019     |
| 44         | 2         | Das Geschäft mit der Pflege: Rendite statt Würde?      | 11. Dez. 2019    |
| 45         | 3         | Teure Tickets: Miese Maschen mit Eintrittskarten       | 18. Dez. 2019    |
| 46         | 4         | Schlank um jeden Preis? Das Geschäft mit Diäten        | 8. Jan. 2020     |
| 47         | 5         | Traumhaus adé – mit Baupfusch in die Pleite?           | 15. Jan. 2020    |
| 48         | 6         | Die Strompreis-Lüge: Warum wir Verbraucher draufzahlen | 22. Jan. 2020    |
| 49         | 7         | Gemeinsam gegen die Krise                              | 22. Apr. 2020    |

Alle Folgen dieser Staffel haben eine Länge von 45 Minuten.

### Staffel 13
| Nr. (ges.) | Nr. (St.) | Originaltitel                                            | Erstausstrahlung |
| ---------- | --------- | -------------------------------------------------------- | ---------------- |
| 50         | 1         | Wasser in Not – Verschmutzt, verschwendet, unverzichtbar | 19. Aug. 2020    |
| 51         | 2         | Ersticken wir im Müll?                                   | 26. Aug. 2020    |
| 52         | 3         | Könnes – und … der unsichtbare Datenklau                 | 2. Dez. 2020     |
| 53         | 4         | Könnes … und diese praktischen Lieferdienste             | 9. Dez. 2020     |
| 54         | 5         | Könnes … und wer mit Schulden Kasse macht                | 16. Dez. 2020    |

Alle Folgen dieser Staffel haben eine Länge von 45 Minuten.

### Sondersendungen
| Nr. (ges.) | Nr. (St.) | Originaltitel                                                                  | Erstausstrahlung |
| ---------- | --------- | ------------------------------------------------------------------------------ | ---------------- |
| 55         | 1         | Ärger mit der Hausratversicherung                                              | 19. Nov. 2014    |
| 56         | 2         | Phänomen Primark – die Tricks und Methoden des neuen Billiganbieters           | 27. März 2015    |
| 57         | 3         | Welpenhandel – Das dreckige Geschäft mit dem Leid der Tiere                    | 29. Mai 2015     |
| 58         | 4         | Radarfallen – Der Blitzer-Bluff                                                | 3. Juni 2015     |
| 59         | 5         | Der LKW-Infarkt – Warum wir im Stau stehen und dafür auch noch bezahlen müssen | 16. Okt. 2015    |
| 60         | 6         | Tödlicher Mangel – Der Kampf um Organe                                         | 6. Nov. 2015     |
| 61         | 7         | Die Gülle-Flut – Gefahr für unser Trinkwasser?                                 | 4. März 2016     |
| 62         | 8         | Produzieren für den Müll – warum wir so vieles wegwerfen müssen                | 1. Apr. 2016     |
| 63         | 9         | Die Milchpreislüge                                                             | 19. Juli 2016    |

Vorstehende Sondersendungen wurden in 30 Minuten Länge innerhalb der WDR Servicezeit ausgestrahlt